# Paaslam

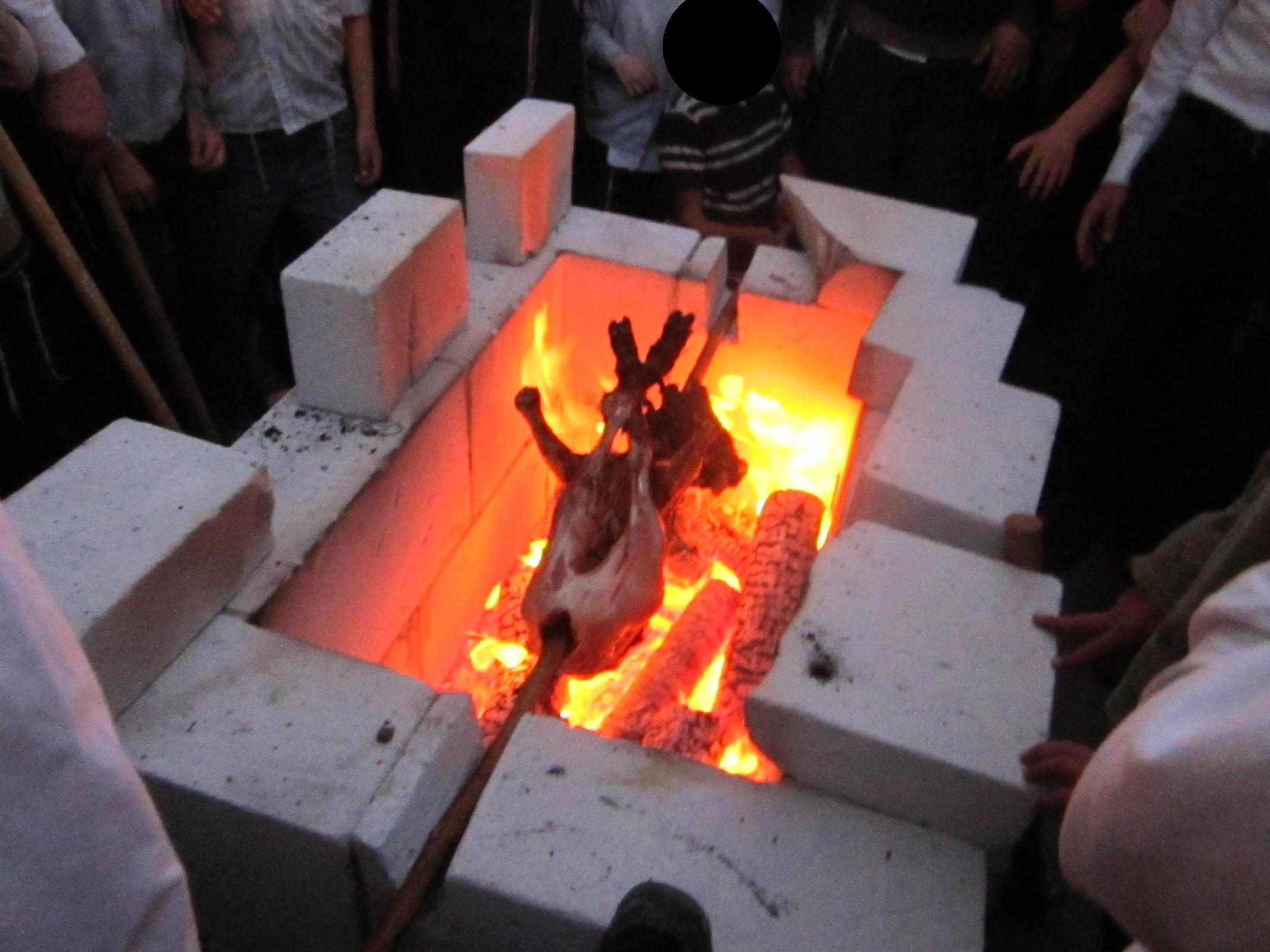
Uitvoering van het Pesachoffer in Jeruzalem.

Het paaslam (Hebreeuws: קרבן  פסח / Korban Pesakh) is een begrip uit zowel de joodse als de christelijke traditie. Het is de benaming voor het dier dat volgens de joodse wet geofferd werd bij de viering van Pesach. Voor de christenen heeft het een diepe, symbolische betekenis op historische gronden, wat wordt gevierd tijdens het Paasfeest.

## Jodendom
In het jodendom was het slachten van lammeren een gebruik met Pesach, een feest dat de uittocht uit Egypte en de daarmee de bevrijding uit de slavernij aldaar herdenkt. In het boek Exodus, hoofdstuk 12, staan de voorschriften beschreven die God via Mozes aan het volk Israël gaf betreffende het paaslam:
1. Vier dagen van tevoren moest een gaaf lam van de kudde worden afgezonderd, een mannetje van een jaar oud (dus geen klein lammetje)
2. Na zonsondergang moest het worden geslacht
3. Het moest in zijn geheel worden gebraden (later, tijdens de tempelperiode, mocht het ook worden gekookt)
4. Het moest staande, met de reiskleding aan, worden gegeten met bittere kruiden en ongezuurde broden
5. Onbesneden mannen mochten niet aan de maaltijd deelnemen
6. Het moest in huis met de familie of gemeenschap worden gegeten
7. Geen stuk van het vlees mocht naar buiten het huis verplaatst worden

Evenwel is de offerdienst in het jodendom met de verwoesting van de Tweede Tempel geheel gestopt. Sindsdien ligt er enkel nog een botje op de Pesachschotel die symbolisch aan dit offer herinnert. Karaïeten slachten nog wel een lam met Pesach. Met name onder christenen bestaat veel interesse voor het paaslam in het jodendom, omdat Jezus ermee wordt vergeleken.

## Christendom
Bij de christelijke Paasviering neemt het paaslam een heel belangrijke, eveneens symbolische plaats in. Gebaseerd op de verlossingsgedachte en eveneens de grote daden van God, wordt Jezus Christus voorgesteld als het onschuldige paaslam, ofwel het lam van God. Volgens de op de Bijbel geënte traditionele overtuiging heeft hij met zijn gewillige lijden en dood op het kruis verlossing bewerkstelligd. Dat wil zeggen dat hij met zijn dood, net als een offerdier, de zonden van de mensen heeft weggenomen, en daarmee de mensen heeft verzoend met God. In het Nieuwe Testament, bijvoorbeeld in de Eerste brief van Paulus aan de Korintiërs 5:7, en ook in de Brief aan de Hebreeën wordt de nadruk gelegd op het permanente karakter van dit offer: 'één voor allen' en 'eens voor altijd'.